# Agencia Espacial Mexicana

Agencia Espacial Mexicana (AEM) är Mexikos rymdstyrelse, etablerat 2010. 
Förslaget att etablera en rymdstyrelse godkändes av senaten den 4 november 2008 och den 31 juli 2010 bildades AEM.